# 4′33″

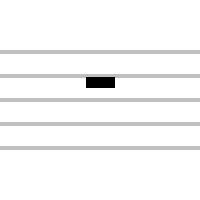

4′33″ (أربع دقائق وثلاثة وثلاثون ثانية) هي معزوفة من 3 حركات للمؤلف الأمريكي جون كيج.
أُلّفت عام 1952، وهي عبارة عن صمت لمدة أربع دقائق و33 ثانية، تم أداؤها في ظل غياب الصوت المتعمد؛ فلا يقوم الموسيقيون القائمون على العرض بشيء سوى المكوث في أماكنهم طوال الفترة الزمنية التي حددها عنوان المقطوعة. ولا يُقصد بمحتوى اللحن أن يمضي المُشاهد "أربع دقائق و33 ثانية من الصمت"، كما يعتقد البعض أحيانًا، ولكن المقصود به أصوات البيئة التي يسمعها الجمهور أثناء الأداء.